# Johann Reinhold Forster
Johann Reinhold Forster (født 22. oktober 1729 i Vestpreussen, død 9. december 1798 i Halle) var en tysk rejsende og naturforsker, far til Georg Forster.
Efter at han havde studeret teologi i Halle, fik han 1753 præstekald nær Danzig, hvor han studerede matematik og etnologi. 1765 overdrog den russiske regering ham at foretage undersøgelser i Saratov-egnen, hvilket hverv han udførte i forening med sin søn Georg. Da han ikke fik passende vederlag for sit betydelige arbejde, rejste han 1765 til London og modtog kort efter professorposten i naturhistorie samt fransk og tysk sprog i Warrington i Lancashire.
Han nedlagde dog kort efter embedet og levede som privatmand indtil 1772, da han fik opfordring til som naturforsker at ledsage Cook på hans anden undersøgelsesrejse, dog på den betingelse, at han ikke selv publicerede noget om rejsen. Den udførlige beretning om den 3-årige rejse (Observations made during a voyage round the world) udgav hans søn på tysk 1779—80. 1780 blev han ved Frederik II's mellemkomst professor i Halle, hvor han forblev til sin død. Det skyldes Forster, at Australien blev anerkendt som selvstændig verdensdel. Blandt hans talrige arbejder må nævnes Liber singularis de Bysso antiquorum (1776), Zoologia Indica (1781) og Geschichte der Schiffahrt und Entdeckungen des Nordens (1784).